# Revolução tecnológica
Revolução tecnológica é um conceito das Ciências Sociais que designa mudanças notáveis no uso de tecnologias e conhecimentos por parte de populações humanas, causativas de inúmeras consequências que afetam seus modos de ver o mundo, de se relacionar e de produzir, sendo de especial interesse à Antropologia, à História, à Arqueologia, à Linguística e à Sociologia.
Segundo o antropólogo Darcy Ribeiro:
A maioria dos estudiosos concorda com a classificação de Gordon Childe, que distingue três revoluções culturais […] a revolução agrícola que, introduzindo o cultivo de plantas e a domesticação de animais no sistema produtivo, transfigura a condição humana, fazendo-a saltar da condição de apropriadora do que a natureza provê espontaneamente à condição de organizadora ativa da produção; a revolução urbana fundada em novos progressos produtivos como a agricultura de regadio, a metalurgia e a escrita, que conduziu à dicotomização interna das sociedades numa condição rural e numa condição urbana, e à sua estratificação em classes sociais, além de outras profundas mudanças na vida social e no patrimônio cultural das sociedades que atingiu; e a revolução industrial que emergiu na Europa Ocidental com a descoberta e a generalização de conversores de energia inanimada para mover dispositivos mecânicos, responsável também por novas alterações fundamentais na estratificação social, na organização política e na visão de mundo de todos os povos.— Darcy Ribeiro, 1972.